# Angelina

Angelina（アンジェリーナ、1982年1月25日 - ）はロサンゼルス出身沖縄育ちのシンガーソングライターである。日本人の母とスパニッシュ系アメリカ人の父を持つ。アリゾナ州立大学ヒューマニティ科卒業。2003年コロムビアミュージックエンタテインメントよりメジャーデビュー。

## ディスコグラフィー

### シングル
1. Babybayboo（2003年12月3日）
  1. Babybayboo
  2. Say what?～a life discussion～
  3. Babybayboo(DJ Krush Remix)
2. Pathetic（2004年3月3日）
  1. Pathetic
  2. hey yourself
  3. Pathetic(Instrumental)
3. Sounds of Love〜しあわせについて〜（2004年11月17日）
  1. Sounds of Love〜しあわせについて〜（フジテレビ系ドラマ「マザー&ラヴァー」主題歌）
  2. Alone
  3. Sounds of Love〜しあわせについて〜(instrumental)

### アルバム
1. MUSE（2004年6月23日）
  1. My Life
  2. 赤いメロディー
  3. babybayboo(Album Version)
  4. LYRICAL
  5. my name
  6. Ride
  7. Know the lies
  8. Poison Berries
  9. Pathetic(Album Version)
  10. Telephone booth
  11. Never Before

### 参加作品
1. DJ KRUSH「深層〜The Message At The Depth〜」（2002年9月4日）
8.Aletheuo(truthspeaking)